# Componocancer roberti
Componocancroidea, Componocancridae, Componocancer
Super-famille
Famille
Genre
Espèce
Componocancer roberti est une espèce fossile de crabes, la seule du genre Componocancer, de la famille des Componocancridae et de la super-famille des Componocancroidea.

## Distribution
Cette espèce a été découverte au Montana et au Wyoming aux États-Unis. Elle a été découverte dans la formation Shell Creek et date du Crétacé, plus précisément de l'Albien.

## Référence
- Feldmann, Schweitzer & Green, 2008 : Unusual Albian (Early Cretaceous) Brachyura (Homoloidea: Componocancroidea new superfamily) from Montana and Wyoming, U.S.A. Journal of Crustacean Biology, vol. 28, p. 502–509.

## Sources
- De Grave & al., 2009 : A Classification of Living and Fossil Genera of Decapod Crustaceans. Raffles Bulletin of Zoology Supplement, n. 21, p. 1-109.